# Samonios
Samonios est le 1ermois de l'année chez les Celtes de la protohistoire. Il est marqué par la fête religieuse de Samain ou Samonios en celtique ancien (gaulois) et correspond approximativement au mois de novembre du calendrier grégorien. Les quatre fêtes celtiques principales sont des fêtes soli-lunaires, c’est-à-dire qu’elles tiennent compte du Soleil et de la Lune. Il peut y avoir une variation d’environ deux semaines dans les dates par rapport au calendrier grégorien. 

## Samonios
Le mois de samonios correspond approximativement au mois de novembre du calendrier grégorien. Son début est marqué par la plus importante fête religieuse des Celtes, Samonios, indiquée le deuxième jour de la deuxième quinzaine du mois ( "TRINOX SAMO[...] SINDIU", à traduire comme « les trois nuits de Samain aujourd’hui »), et qui donne notamment lieu à nombre d'événements mythologiques, relatés dans la littérature médiévale irlandaise. La fête de Samonios se situait au centre d’une période de 7 jours, le plus près du dernier quartier de lune, et pendant lesquels il y avait des connexions entre le monde des Dieux et celui des humains.
Il est constitué de 30 jours et est considéré comme un mois faste. Il précède le mois de dumannios.

### Étymologie
Samo dérive d'un terme indo-européen qui signifie « été », sans qu'il soit possible de déterminer une période précise.

### L'année celtique
L'année celtique était divisée en deux saisons : une saison claire et une saison sombre. La saison claire commence à Beltaine (Belotepnia en celtique ancien[réf. nécessaire]) (1er mai), fête dédiée à Lug, le Dieu omnipotent et hors classe des Celtes, et se termine avec celle de Samonios, elle est notamment consacrée aux récoltes et, dans les contextes guerriers, aux razzias.
La fête de Samonios (1er novembre) durait une semaine et donnait lieu à des festins rituels. Cette période était propice aux échanges entre le monde des Dieux et celui des humains.

### Le calendrier de Coligny

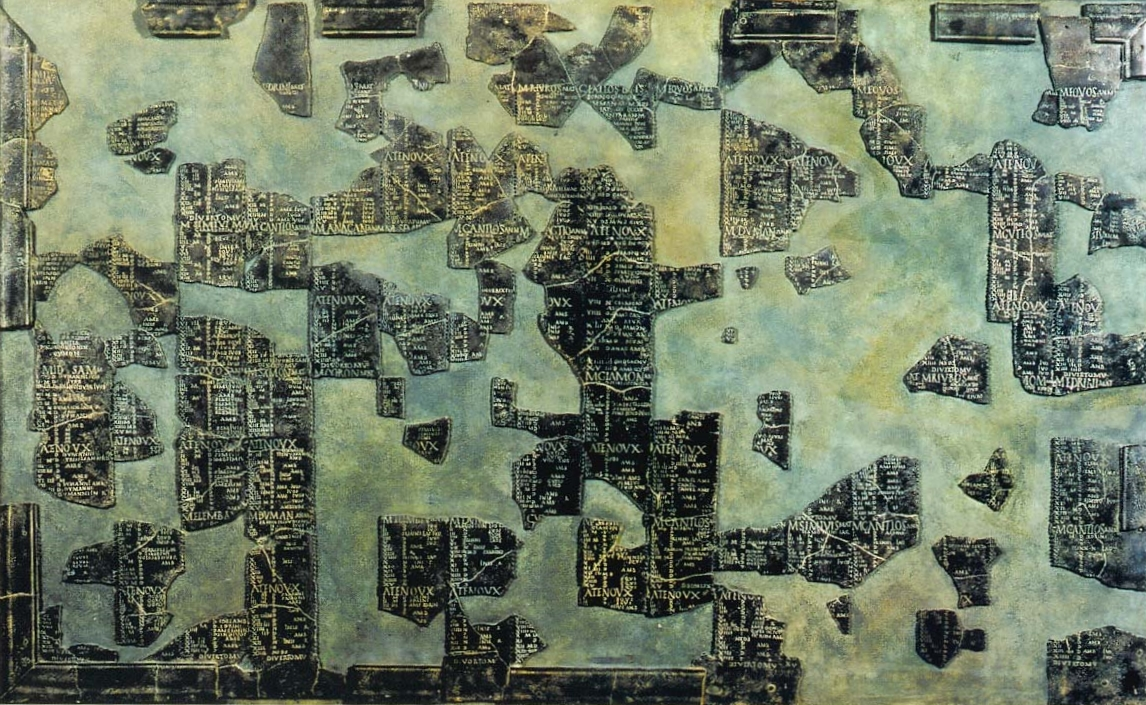
Le calendrier de Coligny.

Le calendrier de Coligny est le plus important document archéologique en langue gauloise ; il est daté du IIe siècle apr. J.-C. et appartient donc à l'époque gallo-romaine. Il s'agit d'une table (fragmentée) de 1,50 m sur 0,90 m, qui comporte 2 000 mots placés sur 16 colonnes et 2 200 lignes. Il est révélateur des connaissances des druides en astronomie, ce que Jules César avait déjà noté dans ses Commentaires sur la Guerre des Gaules :
« Le mouvement des astres, l'immensité de l'univers, la grandeur de la terre, la nature des choses, la force et le pouvoir des dieux immortels, tels sont en outre les sujets de leurs [les druides] discussions : ils les transmettent à la jeunesse. »
— Jules César, Commentaires sur la Guerre des Gaules, Livre VI, 14.
Découvert en 1897 sur la commune de Coligny dans l’Ain (territoire des Ambarres), il est exposé au musée gallo-romain de Fourvière à Lyon.

### Les mois du calendrier
Les douze mois avec leur durée et leur attribut sont:
- Samonios (30 jours, mat),
- Dumannios (29 jours, anmat),
- Riuros (30 jours, mat),
- Anagantios (29 jours, anmat),
- Ogronios (30 jours, mat),
- Cutios (30 jours, mat),
- Giamonios (29 jours, anmat),
- Simivisonnios (30 jours, mat),
- Equos (30 jours, anmat),
- Elembivios (29 jours, anmat),
- Edrinios (30 jours, mat),
- Cantlos (29 jours, anmat) ;

auxquels il faut ajouter les deux mois supplémentaires :
- Ciallos (entre Cutios et Giamonios,  30 jours, mat)
- Quimon (entre Cantlos et Samonios, 30 jours, mat).

## Compléments